# サムルノリ
サムルノリ（사물놀이）は、朝鮮の伝統楽器であるケンガリ・チン・チャング・プクを用いた韓国の現代音楽のひとつ。プンムルノリと呼ばれる農村地帯の伝統的な農楽をもとに、1970年代末に舞台芸術としてアレンジされたパーカッション・アンサンブルである。
名称は、1978年に結成された演奏グループ「サムルノリ」に由来し、後に4種の伝統楽器を用いた演奏そのものを指すようになった。韓国の農楽そのものをサムルノリと呼ぶのは誤用である。

## 概要
伝統楽器奏者として既に知られていたキム・ドクス（金徳洙）が、1978年2月に4種の打楽器による演奏を試みたのがはじまりである。1980年、キム・ドクスをリーダーに、キム・ヨンベ、チェ・ジョンシル、イ・グァンスが加わって「サムルノリ」が結成された。かれらは農村に古くから伝わる農楽をリズムごとに整理し、体系化した演奏をするようになった。本来の農楽では、通常立った状態で踊りながら演奏するが、「サムルノリ」は室内で座って演奏する。
「サムルノリ」は「四物の遊び」という意味で、地方ごとに異なる農楽の中でも必ず用いられる4つの楽器（ケンガリ、チン、チャング、プク）を使って演奏する。チン（鉦）は風を、プク（太鼓）は雲を、チャング（鼓の一種）は雨を、ケンガリ（小さい鉦）は雷を表現し、また、金属製の楽器は天を表し、木と皮の楽器は地を表すと言われており、4つの楽器が奏でる楽曲は、天地・宇宙を表現するものであるという。

## ギャラリー

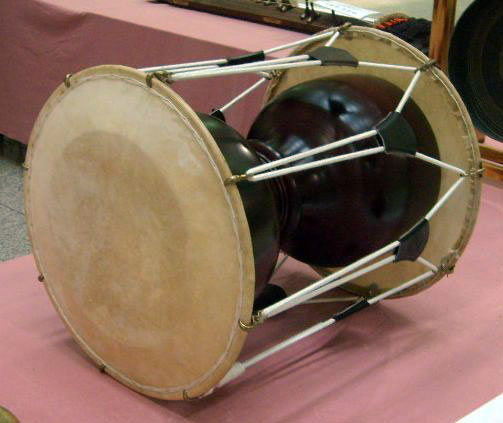
チャング
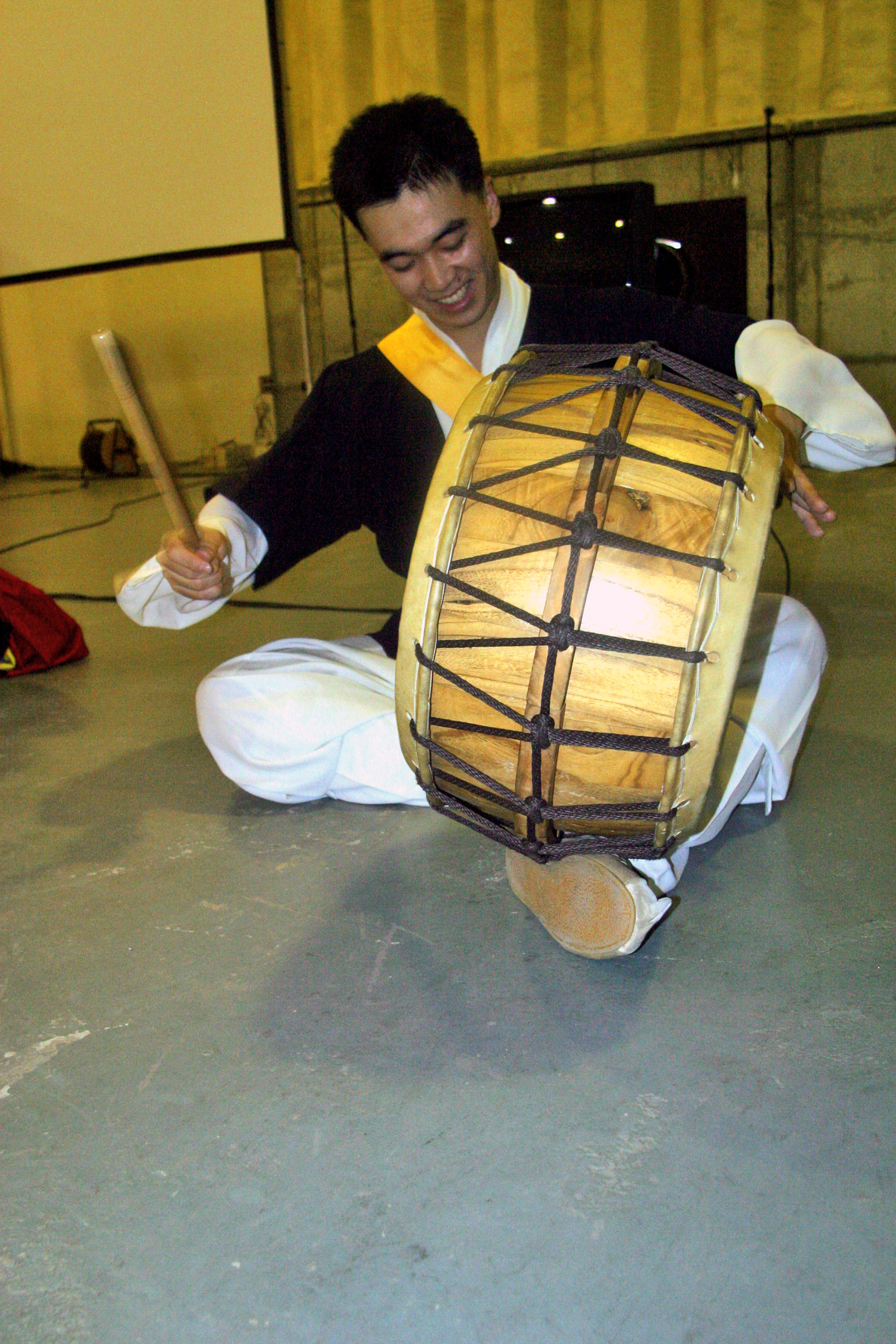
プク
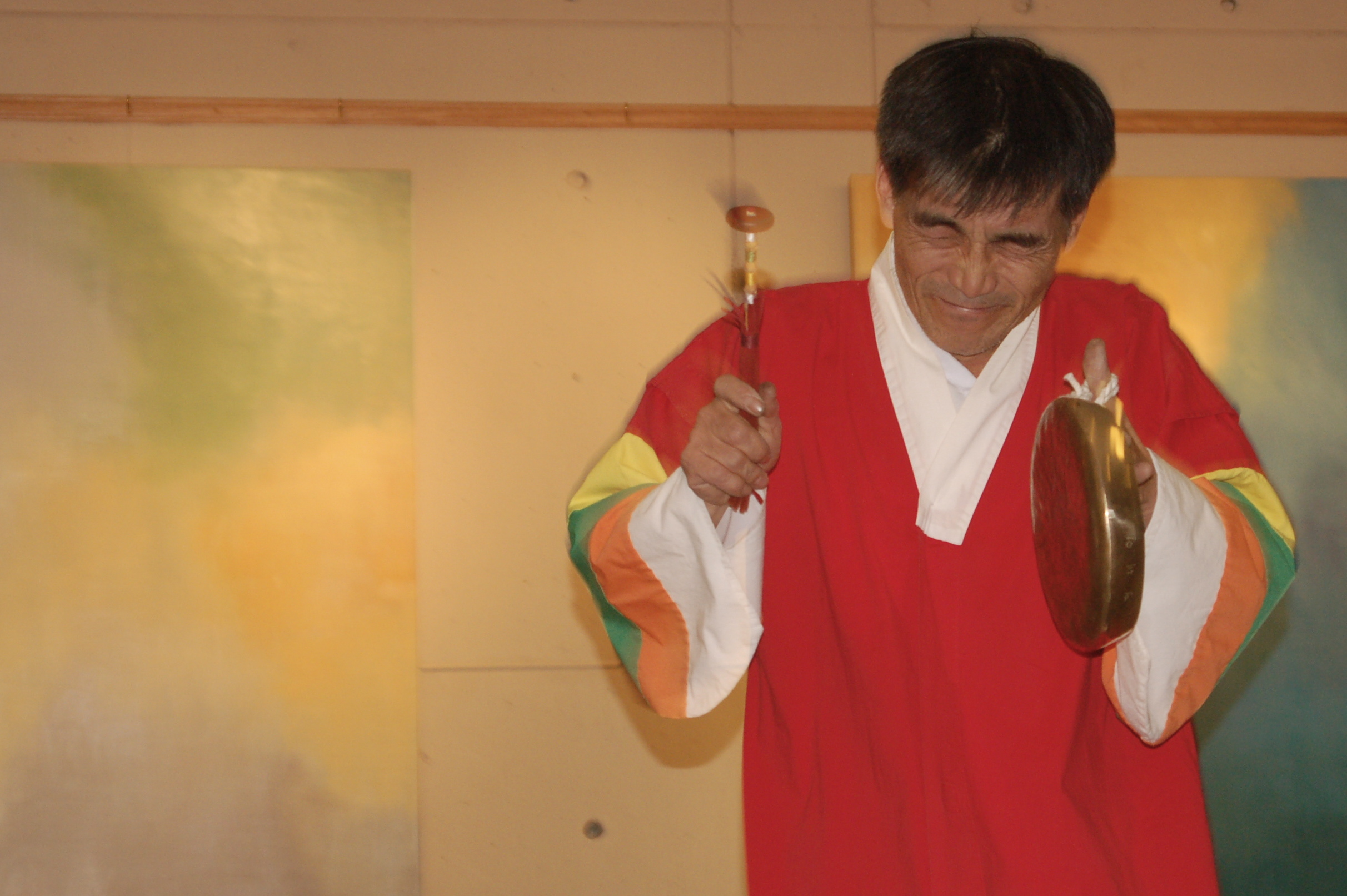
ケンガリ
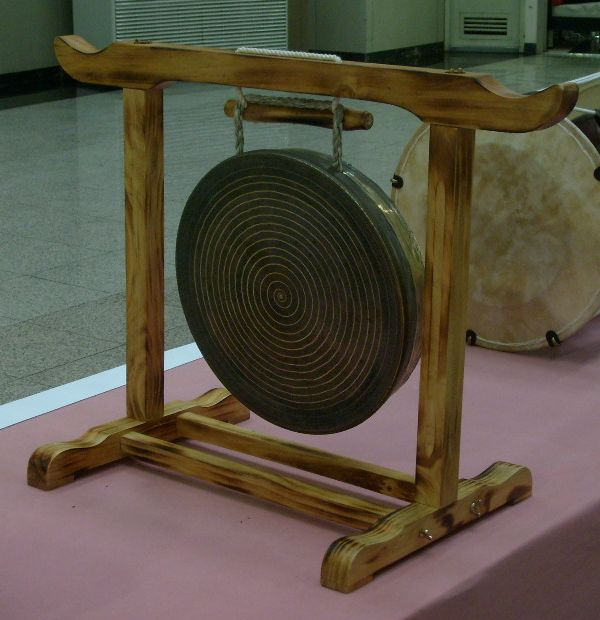
チン